# سانتی (کالیفرنیا)
سانتی (به انگلیسی: Santee) شهری در شهرستان سن دیه‌گو، کالیفرنیا ایالت کالیفرنیا است که در سرشماری سال ۲۰۱۰ میلادی، ۵۳۴۱۳ نفر جمعیت داشته است.